# 哈氏刺鯊
哈氏刺鯊（學名：Centrophorus harrissoni）是一種很罕有的鯊魚，現時只知在近台灣及南澳州曾發現其蹤影。牠們可以生長達1.09米，有很大及綠色的眼睛，一般生活在250-385米水深處。
有指哈氏刺鯊其實就是近親的同齒刺鯊。